# SDU Station
SDU Station er en letbanestation på Odense Letbane, beliggende på Campusvej i den sydlige ende af Syddansk Universitets område i Odense. Stationen åbnede sammen med letbanen 28. maj 2022.
Letbanen ligger på Campusvej, der går på langs gennem universitetets område, også kendt som Campus Odense. Stationen ligger lige nord for den tidligere vendesløjfe for busser for enden af vejen. Den består af to spor med hver sin sideliggende perron. I modsætning til busserne fortsætter letbanen imidlertid tværs gennem vendesløjfens område til Odense Universitetshospitals nye område mod syd. Letbanen er eneste motoriserede transport fra universitetet til hospitalet. Desuden er Campusvej spærret for biltrafik, der i stedet må køre øst eller vest om universitetet. Alternativt kan bilisterne benytte Park and ride-anlægget ved Parkering Odense Syd Station og tage letbanen derfra. Derudover ligger der en supercykelsti langs med letbanen forbi universitetet og hospitalet.
Stationen kommer til at betjene en række institutioner i området, herunder Syddansk Universitetsbibliotek og Mærsk Mc-Kinney Møller Instituttet.
SDU
| Foregående station             |  | Odense Letbane                       |  | Efterfølgende station              |
| ------------------------------ |  | ------------------------------------ |  | ---------------------------------- |
| Campus Odense mod Tarup Center |  | Tarup Center - Hjallese fra maj 2022 |  | SDU Syd/Hospital Nord mod Hjallese |